# 卢卡·库拉托利
卢卡·库拉托利（義大利語：Luca Curatoli，1994年7月25日—），意大利男子击剑运动员。他曾代表意大利参加2020年夏季奥林匹克运动会击剑比赛，结果在男子团体佩剑项目上获得银牌。